# Hydriomena borussata
Hydriomena borussata là một loài bướm đêm trong họ Geometridae.